# Jerónimo de Calabria

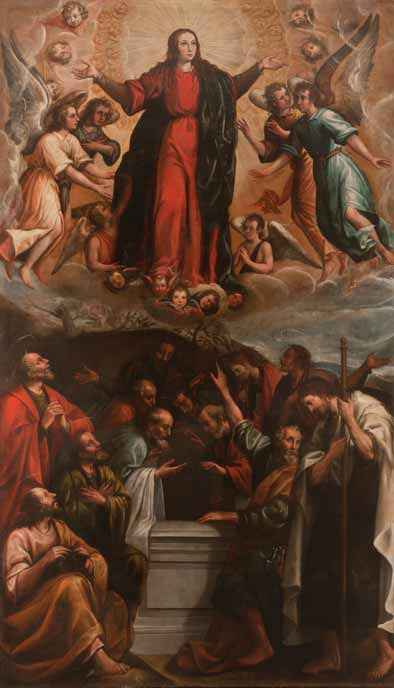
Asunción de la Virgen, óleo sobre lienzo, 370 x 215 cm, Valladolid, Museo Nacional de Escultura.

Jerónimo de Calabria (c. 1581-Cuéllar, 1634) fue un policromador y pintor barroco español avecindado en Valladolid. 

## Datos biográficos
De origen posiblemente italiano, teniendo en cuenta el apellido, en 1600 aparece mencionado en el pleito por deudas que el pintor Cristóbal de Velasco entabló contra los herederos del arzobispo de Toledo García Loaysa y Girón, en el que junto con Fabricio Castello y otros pintores mal conocidos figuró entre los amigos íntimos del litigante. En 1611 se le encuentra establecido ya en Valladolid como maestro pintor, con residencia en la plaza de los Orates y cofrade de las Angustias, cuyo estandarte de los pintores sacó en la procesión de 1619.
Dictó su testamento el 23 de junio de 1634 en Cuéllar (Segovia), a donde se había desplazado unos meses antes para trabajar en la capilla mayor de la iglesia de San Francisco, contratado por los administradores del duque de Alburquerque. Pedía ser sepultado en la misma iglesia de San Francisco en la que trabajaba cuando le sorprendió la muerte. Dejaba como herederos a su mujer, Ana de Olmedo, y a sus cuatro hijos. Al menos uno de ellos, de su mismo nombre, fue también pintor y policromador, fallecido en Valladolid en 1662.

## Obra
Especializado en pintura mural y labores de dorado y policromado, se documentan a su nombre algunos trabajos en edificios tanto civiles como religiosos, entre ellos la decoración de las capillas colaterales de la iglesia del convento de San Pablo, de la que se ocupó en 1616 junto con Francisco Martínez, o el dorado y policromado del artesonado del salón principal del palacio de Rodrigo Calderón, marqués de Siete Iglesias.
Relacionado con Gregorio Fernández, en 1624 se hizo cargo del dorado y policromado del relieve del Bautismo de Cristo que presidía el retablo de la capilla del Bautista en el convento del Carmen Descalzo (Museo Nacional de Escultura). Suyo es también el dorado y encarnado del Cristo yacente que Gregorio Fernández labró para la Casa Profesa de los jesuitas madrileños en 1627, conservado ahora en el Museo Nacional de Escultura de Valladolid, en depósito del Museo del Prado, y el policromado de la talla exenta de San Isidro para Dueñas (Palencia).  Además, y por recomendación de Gregorio Fernández, en 1633 viajó a Miranda de Duero (Portugal) para ocuparse de la policromía del retablo mayor de su catedral.
En pintura historiada y de caballete se conservan dos obras firmadas: la Asunción de la Virgen Museo Nacional de Escultura, procedente de la iglesia parroquial de La Seca (Valladolid), y la Presentación de la Virgen en un retablo fechado en 1633 de la iglesia de San Miguel de Villalón, en el que figuran también un Niño Jesús en el ático y La Anunciación con la Huida a Egipto en la predela.